# Fridrichas Hofmanas
Fridrichas Hofmanas (Lebensdaten unbekannt) war ein litauischer Fußballspieler.

## Karriere
Fridrichas Hofmanas spielte in seiner Vereinskarriere mindestens in den Jahren 1937 und 1938 für den litauischen Verein Švyturys Klaipėda aus der ehemaligen deutschen Stadt Memel.
Im Juni 1938 debütierte Hofmanas in der Litauischen Fußballnationalmannschaft in Kaunas gegen Ungarn bei einer 0:3-Niederlage.